# Pierre Jouguet

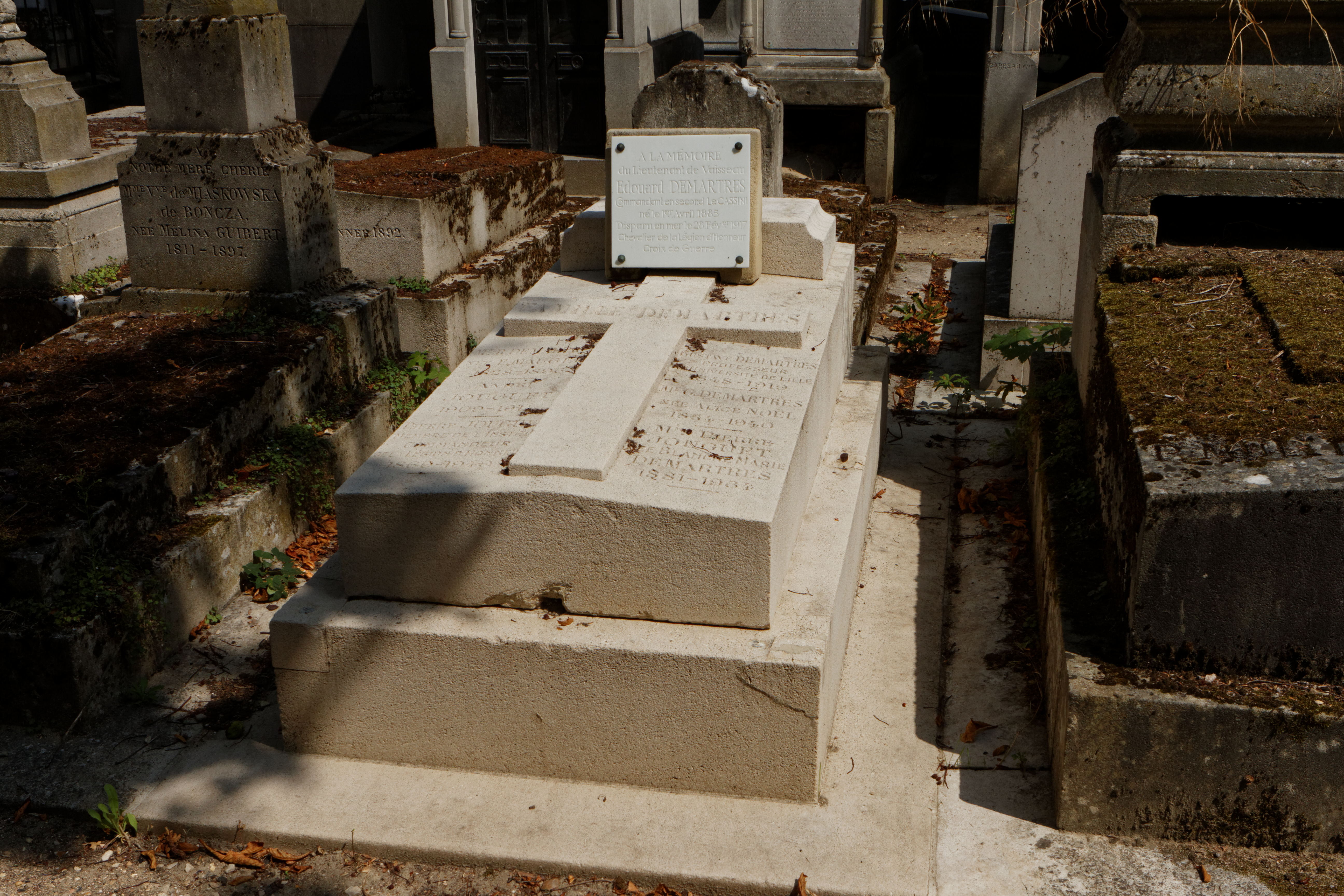
Nagrobek Pierre'a Jouguet

Pierre Jouguet (ur. 14 maja 1869, zm. 9 lipca 1949) – francuski egiptolog i filolog klasyczny.
Studiował w École Normale Supérieure w Paryżu. Został profesorem Uniwersytetu Paryskiego i Uniwersytetu Kairskiego. Był dyrektorem Francuskiego Instytutu Archeologii Wschodniej w Kairze.

## Odznaczenia
- Krzyż Komandorski Legii Honorowej.
- Krzyż Komandorski Orderu Odrodzenia Polski (1937)[1].